# William Bentinck
O tenente-general Lord William Henry Cavendish-Bentinck (Buckinghamshire, Inglaterra, 14 de setembro de 1774 - Paris, França, 17 de junho de 1839), conhecido como Lord William Bentinck, foi um soldado e estadista britânico. 

## Carreira
Ele serviu como governador-geral da Índia de 1828 a 1835. Ele foi creditado por significativas reformas sociais e educacionais na Índia, incluindo a abolição do sati, ele proibiu as mulheres de testemunhar as cremações nos ghats (degraus à beira-rio que levam às margens do rio Ganges) de Varanasi, suprimindo infanticídio feminino e sacrifício humano. Bentinck disse que "a terrível responsabilidade que paira sobre sua cabeça neste mundo e no próximo, se... ele consentisse com a continuação dessa prática (sati) por mais um momento". Bentinck após consulta com o exército e oficiais aprovou o Regulamento Sati de Bengala, 1829 houve pouca oposição. O único desafio veio do Dharma Sabha que apelou no Conselho Privado, porém a proibição de Sati foi mantida. Junto com Thomas Babington Macaulayele introduziu o inglês como a língua de instrução na Índia.